# Joaquín Reyes
Joaquín Reyes Chávez (ur. 20 lutego 1978 w Torreón) – meksykański piłkarz występujący najczęściej na pozycji defensywnego pomocnika, obecnie zawodnik Celayi.

## Kariera klubowa
Reyes urodził się w Torreón i jest wychowankiem tamtejszego pierwszoligowego zespołu Santos Laguna. W jej barwach zadebiutował w meksykańskiej Primera División - miało to miejsce 19 lipca 2000 w przegranym 1:2 spotkaniu z Pueblą. Pierwszą bramkę w profesjonalnej karierze zdobył 3 września tego samego roku, w wygranym 3:1 meczu z Tecos UAG. Wiosną 2001 wywalczył z Santos Laguną tytuł mistrza Meksyku. Aż do wiosny 2004 był podstawowym graczem zespołu.
W latach 2004–2006 grał w Tiburones Rojos de Veracruz, jednak nie zawsze pojawiał się na boisku w wyjściowym składzie. W lipcu 2006 powrócił do Santos Laguny i po rozegraniu 7 meczów udał się na wypożyczenia do drugoligowców – Alacranes de Durango i Club León. W sezonie Apertura 2009 na krótko powrócił do Primera División, gdzie w barwach Puebli rozegrał jeden mecz ligowy. Później ponownie był wypożyczany z Santos Laguny do drugiej ligi – do Lobos BUAP, Leónu i Celayi.

## Kariera reprezentacyjna
Reyes w latach 2001–2002 rozegrał w reprezentacji Meksyku sześć spotkań, w tym dwa na Pucharze Konfederacji 2001. Znalazł się także w składzie Meksyku na Copa América 2001 oraz Złoty Puchar CONCACAF 2002.